# Arquidiocese de Jos
A Arquidiocese de Jos (Archidiœcesis Iosensis) é uma circunscrição eclesiástica da Igreja Católica situada em Jos, Nigéria. Seu atual arcebispo é Matthew Ishaya Audu. Sua Sé é a Catedral de Nossa Senhora de Fátima de Jos.
Possui 57 paróquias servidas por 110 padres, abrangendo uma população de 1 770 964 habitantes, com 22,4% da dessa população jurisdicionada batizada (396 062 católicos).

## História
A prefeitura apostólica de Jos foi erigida em 9 de abril de 1934 com a bula Prædecessorum Nostrorum do Papa Pio XI, obtendo o território da prefeitura apostólica da Nigéria Setentrional (atual Arquidiocese de Kaduna).
Em 28 de abril de 1942 e 14 de julho de 1950, cedeu parte de seu território em favor da ereção das prefeituras apostólicas de Niamey (hoje arquidiocese) e Yola (hoje diocese).
Em 29 de junho de 1953, cedeu outra parte de seu território para o benefício da ereção da prefeitura apostólica de Maiduguri (atualmente uma diocese) e ao mesmo tempo foi elevada à diocese com a bula Præclara Christi do Papa Pio XII. Neste momento era sufragânea da Arquidiocese de Lagos.
Em 16 de julho de 1959 passou a fazer parte da província eclesiástica da Arquidiocese de Kaduna.
Em 26 de março de 1994, ela foi novamente elevada à arquidiocese metropolitana com a bula Universæ Ecclesiæ do Papa João Paulo II.
Posteriormente, cedeu várias outras partes de território para a vantagem da ereção de novas circunscrições eclesiásticas:
- em 10 de julho de 1995 para o benefício da ereção da diocese de Kafanchan;
- em 5 de julho de 1996 para a ereção do vicariato apostólico de Bauchi (hoje diocese);
- em 5 de dezembro de 2000 em vantagem da ereção da diocese de Lafia;
- em 2 de junho de 2007 para o benefício da ereção da diocese de Shendam;
- em 18 de março de 2014 em favor da ereção da diocese de Pankshin.

A arquidiocese é palco de violentos confrontos religiosos entre cristãos e muçulmanos, por conta da insurgência islâmica na Nigéria. De 24 a 26 de dezembro de 2010, inúmeros ataques a casas e igrejas causaram a morte de mais de 80 pessoas. Segundo o então arcebispo Ignatius Ayau Kaigama, os ataques tiveram uma motivação político-econômica e manipulariam a religião, curvando-a aos interesses partidários. Entre 7 e 8 de março de 2018, dezenas de pessoas foram mortas em várias aldeias no distrito de Daffo, dezenas de casas foram incendiadas e milhares de habitantes tiveram que deixar suas aldeias..

## Prelados
|                     | Nome                           | Período    | Notas                      |
| Arcebispos          | Arcebispos                     | Arcebispos | Arcebispos                 |
| ------------------- | ------------------------------ | ---------- | -------------------------- |
| 3º                  | Matthew Ishaya Audu            | 2020-      | Atual                      |
| 2º                  | Ignatius Ayau Kaigama          | 2000-2019  | Nomeado Arcebispo de Abuja |
| 1º                  | Gabriel Gonsum Ganaka          | 1994-1999  |                            |
| Bispos              |                                |            |                            |
| 2º                  | Gabriel Gonsum Ganaka          | 1974-1994  | Elevado à Arcebispo        |
| 1º                  | John Joseph Reddington, S.M.A. | 1954-1974  |                            |
| Prefeito apostólico |                                |            |                            |
| 1º                  | William Lumley, S.M.A.         | 1934-1953  |                            |